# Mummadisagara, Pavagada
Mummadisagara là một làng thuộc tehsil Pavagada, huyện Tumkur, bang Karnataka, Ấn Độ.